# Ebalia humilis
Ebalia humilis is een krabbensoort uit de familie van de Leucosiidae. De wetenschappelijke naam van de soort is voor het eerst geldig gepubliceerd in 1977 door Takeda.